# Fremde Bettgesellen
Fremde Bettgesellen (Originaltitel: Strange Bedfellows) ist eine US-amerikanische Filmkomödie aus dem Jahr 1965, mit den Hauptdarstellern Rock Hudson und Gina Lollobrigida.

## Handlung
An seinem ersten Tag in London lernt der amerikanische Manager Carter Harrison durch ein Missgeschick die Malerin Toni Vincente kennen. Bei beiden ist es Liebe auf den ersten Blick. Es dauert nicht lange und sie heiraten. Doch bereits kurz nach der Hochzeitsnacht fliegen die Fetzen und Carter verlässt seine junge Frau.
Nach sieben Jahren, die Harrison für das Unternehmen Inter-Allied Petroleum im Ausland verbracht hat, kommt er nach London zurück, um sich endlich von Toni scheiden zu lassen. Als die beiden sich beim Scheidungsrichter wiedersehen, entbrennt die alte Leidenschaft aufs Neue. Vergessen ist die geplante Scheidung. Doch schnell kommt es wieder zu handgreiflichen Streitigkeiten.
Harrison hat unterdessen erfahren, dass er befördert werden soll. Der Firmenchef J. L. Stevens legt bei seinen Mitarbeitern aber größten Wert auf ein intaktes Familienleben. Damit kann Harrison nach der neuerlichen Trennung von Toni aber leider nicht aufwarten. Um seine Beförderung nicht zu gefährden, lässt er nichts unversucht, um eine Versöhnung mit Toni zu erreichen. Als Harrison von Tonis Plan erfährt im Stile von Lady Godiva als Galionsfigur einer Protestkundgebung fungieren zu wollen, die für den Künstler Petracini abgehalten werden soll, ist er entsetzt, da gerade an diesem Tag sein Boss die amerikanische Botschaft besuchen wird. Um Toni von ihrem Vorhaben abzubringen, täuscht Carter vor, im Auftrag der US-amerikanischen Regierung dringend in das von Unruhen erschütterte Land Gadonga reisen zu müssen. Sein Schwindel wird jedoch von Tonis Freund Harry aufgedeckt. Nun ist die temperamentvolle Frau nicht mehr aufzuhalten und reitet fast nackt durch London. Die Resonanz ist gewaltig. In dem entstehenden Tumult zerrt Harrison Toni vom Pferd, was auch sein Boss und dessen Frau mitbekommen. Die Polizei schreitet ein. Harrison und weitere Personen werden festgenommen und vor Gericht gestellt.
Carter Harrisons Verteidigungsrede beeindruckt Toni so sehr, dass das Paar wieder zusammenfindet.

## Hintergrund
Der Film wurde am 10. Februar 1965 in Miami/Florida in den USA uraufgeführt. In der Bundesrepublik Deutschland kam er am 26. März 1965 in die Kinos. Es war der zweite Film nach Happy End im September (Come September), in dem Rock Hudson und Gina Lollobrigida zusammenarbeiteten.

## Kritiken
„Mäßige Lachunterhaltung, die auf bewährte Gags und bekannte Stars baut, ansonsten aber weder solides noch sauberes Handlungsgerüst zu bieten hat.“

„Unterhaltsame Hollywood-Komödie, mit Postkartenansichten von London verschönt; ein weiteres ‚Bettgeflüster‘ mit Rock Hudson, dessen Partnerin diesmal Gina Lollobrigida heißt.“